# Johan Åberg (politiker)
Johan Åberg (i riksdagen kallad Åberg i Hässelby), född 7 juni 1852 i Nora socken, Uppland, död 20 maj 1948 i Hässelby villastad, Spånga församling, var en svensk handelsföreståndare och politiker.
Johan Åberg var till yrket handelsföreståndare, han ledde arbetet i Löfsta Handelsförening, som bildades 1898 och var Stockholmstraktens första Konsumförening. Han var ledamot av andra kammaren mandatperioden 1909-1911 för Färentuna och Sollentuna domsagas valkrets.